# ヘンリー・ケアリー (初代ハンズドン男爵)

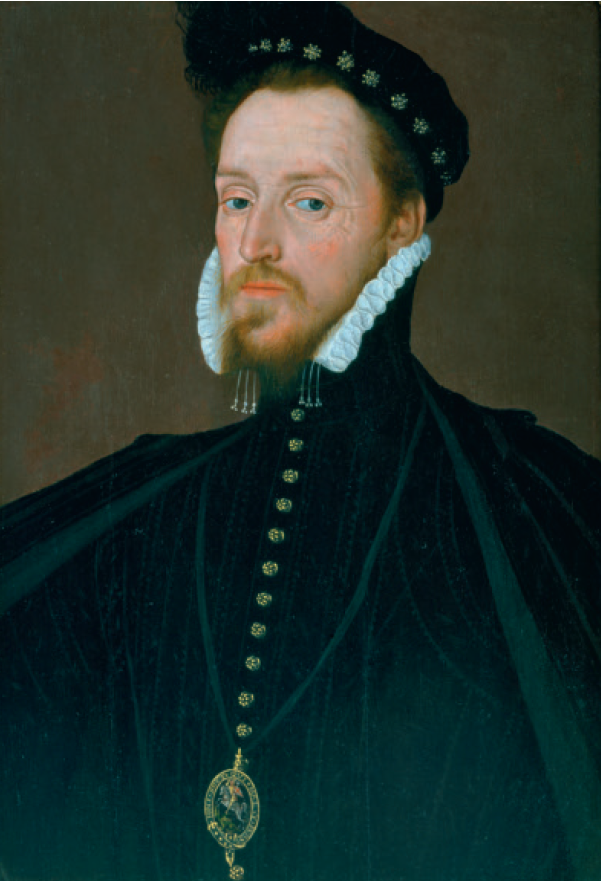
初代ハンズドン男爵ヘンリー・ケアリー（Steven van Herwijck画、1561年 - 1563年）

初代ハンズドン男爵ヘンリー・ケアリー（Henry Carey, 1st Baron Hunsdon, KG, PC, 1526年3月4日 - 1596年7月23日）は、イングランドの貴族、政治家。父はサー・ウィリアム・ケアリー、母はヘンリー8世の愛人とされるメアリー・ブーリン。テューダー朝最後の女王エリザベス1世の母方の従兄に当たる。ウィリアム・シェイクスピアのパトロンの1人でもあった。

## 生涯
メアリー・ブーリンは1515年からヘンリー8世の愛人となったが、5年後の1520年にお払い箱になりサー・ウィリアム・ケアリーと結婚した。ヘンリー8世は結婚後もメアリーとの関係を続け、ようやく王との関係を解消したメアリーは子供を産んだ。そうして生まれたのが娘キャサリンと息子ヘンリーだが、メアリーの姉妹アン・ブーリンを始めブーリン家は結婚を巡る政争でヘンリー8世に粛清され、メアリー母子しか生き残れなかった。
1558年にヘンリー8世とアンの娘で従妹のエリザベス1世が即位すると翌1559年にハンズドン男爵に任じられ、ハートフォードシャーの領地と儀仗衛士隊隊長の地位を与えられた。また姉キャサリンは女官に、その夫フランシス・ノウルズは副宮内長官に、姪エリザベスは侍女に任命され、ブーリン家はヘンリー8世時代の不遇期から立ち直った。
1562年、エリザベス1世が重病に倒れると必死の看病で手当てを尽くした。これが効いたのか女王は体調を回復、枢密顧問官に任命された。以後も女王に従い、1569年に北部諸侯の乱が発生すると鎮圧軍に加わり、1585年に宮内長官（宮内大臣）になった。1588年にスペイン無敵艦隊襲来の報せがイングランドに届くと、陸軍総司令官のレスター伯ロバート・ダドリーに命じられ、陸軍副司令官としてロンドンにいる女王の警護に当たった。
1594年にイングランド劇団への介入に乗り出し、ダービー伯爵ファーディナンド・スタンリーを亡くして庇護者を失ったストレンジ卿一座のパトロンとなり、宮内大臣一座と改名・再出発した劇団の宿場の興行許可をロンドン市長に求めるなど劇団を後押しした。また婿で海軍卿でもあるエフィンガムのハワード男爵チャールズ・ハワードにも働きかけて海軍大臣一座の強化を図り、宮内大臣一座と並ぶロンドン二大劇団の成長に一役買った。宮内大臣一座に当初から入っていたウィリアム・シェイクスピアは作家として活動を続け、この時期に書かれた『夏の夜の夢』は1596年2月に行われたハンズドン男爵の孫娘（長男ジョージ・ケアリーの娘）エリザベスとトマス・バークレーの結婚披露宴で初演が行われたといわれる（異説あり）。
1596年、70歳で死去。ジョージがハンズドン男爵を継いだが、宮内長官はコバム男爵ウィリアム・ブルックが引き継ぎ、宮内大臣一座は一時ハンズドン卿一座と改名した。コバム男爵は『ヘンリー四世 第1部』の登場人物フォルスタッフに対する扱いに怒ったため劇団とそりが合わなかったが、翌1597年にコバム男爵が亡くなり、後任の宮内長官にジョージが就任したため一座は名を宮内大臣一座に戻しジョージも劇団の庇護を引き継いだ。以後も宮内大臣一座はエリザベス1世が亡くなる1603年まで代々宮内長官の庇護を受け続け、エリザベス1世亡き後に即位したジェームズ1世が新たなパトロンになり国王一座と改名した。

## 子女
アン・モーガンと結婚、15人の子を儲けた。
- ジョージ（英語版）（1547年 - 1603年） - 第2代ハンスドン男爵
- ジョン（英語版）（? - 1617年） - 第3代ハンスドン男爵
- ヘンリー（生没年不詳） - 庶民院議員
- トマス - 夭折
- トマス - 兄の名にちなむ。夭折
- ウィリアム（生没年不詳）
- エドマンド（英語版）（1558年頃 - 1637年） - 庶民院議員
- ロバート（英語版）（1560年 - 1639年） - 初代モンマス伯爵
- ジョーン（生没年不詳）
- キャサリン（1550年 - 1603年） - 第2代エフィンガムのハワード男爵兼初代ノッティンガム伯爵チャールズ・ハワードと結婚
- フィラデルフィア（生没年不詳） - 第10代ボルトンのスコープ男爵トマス・スコープ（英語版）と結婚
- エリザベス（生没年不詳） - エドワード・ホビー（英語版）と結婚
- アン（生没年不詳）
- エレノア（生没年不詳）
- マティルダ（生没年不詳）

庶子にヴァレンタイン（? - 1626年）がおり、エクセター司教に就任した。
また、エミリア・ラニエという愛人がいたが、シェイクスピアのソネット集に登場する黒い肌の女性ではないかと推定されている。